# RAD52
RAD52 (англ. RAD52 homolog, DNA repair protein) – білок, який кодується однойменним геном, розташованим у людей на короткому плечі 12-ї хромосоми. Довжина поліпептидного ланцюга білка становить 418 амінокислот, а молекулярна маса — 46 169.
| 10         |  | 20         |  | 30         |  | 40         |  | 50         |
| ---------- |  | ---------- |  | ---------- |  | ---------- |  | ---------- |
| MSGTEEAILG |  | GRDSHPAAGG |  | GSVLCFGQCQ |  | YTAEEYQAIQ |  | KALRQRLGPE |
| YISSRMAGGG |  | QKVCYIEGHR |  | VINLANEMFG |  | YNGWAHSITQ |  | QNVDFVDLNN |
| GKFYVGVCAF |  | VRVQLKDGSY |  | HEDVGYGVSE |  | GLKSKALSLE |  | KARKEAVTDG |
| LKRALRSFGN |  | ALGNCILDKD |  | YLRSLNKLPR |  | QLPLEVDLTK |  | AKRQDLEPSV |
| EEARYNSCRP |  | NMALGHPQLQ |  | QVTSPSRPSH |  | AVIPADQDCS |  | SRSLSSSAVE |
| SEATHQRKLR |  | QKQLQQQFRE |  | RMEKQQVRVS |  | TPSAEKSEAA |  | PPAPPVTHST |
| PVTVSEPLLE |  | KDFLAGVTQE |  | LIKTLEDNSE |  | KWAVTPDAGD |  | GVVKPSSRAD |
| PAQTSDTLAL |  | NNQMVTQNRT |  | PHSVCHQKPQ |  | AKSGSWDLQT |  | YSADQRTTGN |
| WESHRKSQDM |  | KKRKYDPS   |  |            |  |            |  |            |

A: Аланін

C: Цистеїн

D: Аспарагінова кислота

E: Глутамінова кислота

F: Фенілаланін

G: Гліцин

H: Гістидин

I: Ізолейцин

K: Лізин

L: Лейцин

M: Метіонін

N: Аспарагін

P: Пролін

Q: Глутамін

R: Аргінін

S: Серин

T: Треонін

V: Валін

W: Триптофан

Кодований геном білок за функцією належить до фосфопротеїнів. 
Задіяний у таких біологічних процесах, як пошкодження ДНК, репарація ДНК, рекомбінація ДНК, альтернативний сплайсинг. 
Білок має сайт для зв'язування з ДНК. 
Локалізований у ядрі.